# Edifici al carrer Cavallers, 33 (Lleida)
Edifici al carrer Cavallers, 33 és una obra de Lleida inclosa a l'Inventari del Patrimoni Arquitectònic de Catalunya.

## Descripció
Edifici entre mitgeres, de planta baixa, entresòl i tres plantes. Conjunt neoclàssic amb equilibri i disposició simètrica d'obertures, balustrades i altres elements. Feta amb totxo prim característic de l'Aragó. A la part del darrere hi ha restes de celler i trull.
Actualment l'edifici està completament rehabilitat i a la façana principal (c/ Cavallers) conserva el sòcol de pedra, l'obra vista i els balcons rectangulars de l'edificació preexistent.

## Història
Testimoni dels edificis construïts per la classe noble ciutadana durant el segle xviii.
Aquest edifici es va convertir l'any 2006, juntament amb el situat al número 31, en el Centre d'Artesans i Artistes de Lleida, promogut per l'Empresa Municipal d'Urbanisme. El projecte el va iniciar l'arquitecte Ignasi Miquel i el van continuar Joan Porta Dinares i Ferran Torrent. El centre s'articula com un espai de creació i difusió artística amb tallers, estudis, una sala d'exposicions i diferents espais polivalents.